# Пйотр Новаковський
Пйотр Новаковський (пол. Piotr Nowakowski; нар. 18 грудня 1987) — польський волейболіст, що грає на позиції центрального блокувальника (першого темпу) за польський клуб «Про́єкт» (Варшава); у минулому — гравець національної збірної. Чемпіон світу 2014, 2018. 

## Життєпис
Грав у клубах «Метро Варшава» (2004–2005), «Легія» (Варшава, 2005—2006), АЗС Ченстохова (2006–2011), «Ресовія» (Ряшів, 2011–2017), «Трефль» (Гданськ, 2017–2019). Із сезону 2019–2020 — у варшавському «Проєкті».

### Досягнення
Клубні
- чемпіон Польщі 2012, 2013, 2015,
- володар Кубка Польщі 2008, 2018,
- володар Суперкубка Польщі 2014,
- срібний призер Плюс Ліги 2008, 2014, 2016, 2020,
- неодноразовий призер різних змагань.

Зі збірною
- чемпіон світу 2014, 2018,
- чемпіон Європи 2009[3].

Особисті
- кращий блокувальник Плюс Ліги 2022—2023[4].